# Ramaria griseobrunnea
Ramaria griseobrunnea är en svampart som beskrevs av Singer 1983. Ramaria griseobrunnea ingår i släktet Ramaria och familjen Gomphaceae.   Inga underarter finns listade i Catalogue of Life.